# بيغ ليك (ألاسكا)
بيغ ليك هي بحيرة كبيرة في ألاسكا وهي محصوره في مقاطعة ماتانوسكا سوسيتنا بورو (ألاسكا) بل هو جزء من أنكوريج (ألاسكا) متروبوليتان الإحصائية المنطقة. السكان 3,350 في تعداد عام 2010 من 2,635 في عام 2000.

## الجغرافيا
بحيرة كبيرة تقع في 61°32′15″N 149°53′28″W / 61.53750°N 149.89111°W (61.537449, -149.891104).
وفقا مكتب تعداد الولايات المتحدة ، تقع في مساحة إجمالية قدرها 144.8 ميل مربع (375 كـم2) ، 131.9 ميل مربع (342 كـم2) من هو الأرض و 12.9 ميل مربع (33 كـم2) من ذلك (8.89%) هو الماء.

## المناخ
حسب الخبرات في المتوسط 51.4 بوصات من الثلوج سنويا ، 109 الأمطار أيام ، 131 الأيام المشمسة ،  و سنوي متوسط سرعة الرياح 8.18 ميلا في الساعة.

## الحدائق
المنطقة هي موطن ثلاثة ألاسكا الحدائق الدولة المرافق. الموقع هو 19 أكر (7.7 ها) بارك مع عدد كبير من المخيم ، نزهة المناطق المركب إطلاق ، جيتسكي الإيجارات. بحيرة كبيرة جنوب الدولة الترفيه الموقع لديه أصغر المخيم ، نزهة مواقع إطلاق القارب. الأنشطة في فصل الشتاء سواء في الحدائق تشمل التزلج, صيد السمك, و الكلب موشينج.

## التركيبة السكانية
اعتبارا من تعداد عام 2010 ، يبلغ عدد سكان 3,350. اعتبارا من عام 2017 المجتمع الأمريكي ، ويقدر أن يكون 3,136 السكان ، منهم 53.2% الذكور ، 46.8% الإناث ، 82.8% البيضاء, 5.2% كانوا من الأمريكيين أو من سكان ألاسكا الأصليين، 0.7% من الدول الآسيوية ، 11.3% كانوا اثنين أو أكثر من السباقات. 5.4 ٪ اسباني أو لاتيني.

## بيغ ليك
تم إكتشافها للمرة الأولى في عام 1960 تعداد الولايات المتحدة باعتبارها غير القرية. أنه تم إحصاء-المكان المعين (CDP) في عام 1980.
اعتبارا من تعداد السكان عام 2000 كانت هناك 2,635 الناس ، 971 الأسر ، 647 الأسر المقيمة. فإن الكثافة السكانية كان 20.0 شخص لكل ميل مربع (7.7/كم2). كانت هناك 2,122 وحدة سكنية بمتوسط كثافة 16.1/sq mi (6.2/كم2). التركيب العرقي كان 87.13% الأبيض, 0.34% أسود أو الأفريقية الأمريكية, 7.32% من الأمريكيين الأصليين, 0.27% آسيا, 0.04% جزر المحيط الهادئ, 0.87% من الأجناس الأخرى ، 4.02% من اثنين أو أكثر من السباقات. 1.97% من السكان من أصل اسباني أو لاتيني من أي سباق.
وكان هناك 971 الأسر التي 31.9% من الأطفال تحت سن 18 عاما الذين يعيشون معهم ، 53.1% كانوا غير المتزوجين الذين يعيشون معا ، 8.7% من الإناث رب مع الزوج الحالي ، و 33.3% كانوا غير الأسر. 24.1 في المائة من جميع الأسر المعيشية التي كانت تتكون من الأفراد ، و 4.2 في المائة شخص الذين يعيشون وحدهم الذين كان 65 سنة من العمر أو الأكبر سنا. متوسط حجم الأسرة المعيشية كان 2.60 ومتوسط حجم الأسرة 3.10.
كان عدد السكان انتشرت مع 27.5% تحت سن 18, 6.8% في الفترة من 18 إلى 24 ، 32.3% من 25 إلى 44 ، 26.0% من 45 إلى 64 ، و 7.4% الذين كانوا 65 سنة من العمر أو الأكبر سنا. متوسط العمر 38 عاما. مقابل كل 100 أنثى ، كانت هناك 118.7 الذكور. مقابل كل 100 أنثى العمر 18 عاما وما فوق ، كانت هناك 125.8 الذكور.
وبلغ متوسط دخل الأسرة 43,382 دولار ، وبلغ متوسط دخل الأسرة 47,542. الذكور قد دخل متوسط من 40 ، 000 $مقابل $30,139 للإناث. فإن نصيب الفرد من الدخل بالنسبة دولار 19,285. حوالي 9.8% من الأسر و 14.6% من السكان تحت خط الفقر ، بما في ذلك 20.7% ممن هم تحت سن 18 و 1.0% من الذين تبلغ أعمارهم 65 عاما أو أكثر.

## المدينة السابق من لونغ آيلاند (1965-1975)
داخل بحيرة كبيرة السابق قصيرة الأجل أدرجت مدينة لونغ آيلاند التي كانت موجودة من 1965-1975 و كان فقط 7 السكان في عام 1970 التعداد. كان يقع على الجانب الشمالي الشرقي من بحيرة كبيرة في 61°32′35″N 149°52′45″W / 61.54306°N 149.87917°W. هذا وينبغي عدم الخلط مع السابق تسجيل المخيم من لونغ آيلاند.